# The Midnight Ghost Train
The Midnight Ghost Train (TMGT) est un groupe américain de rock, originaire de Buffalo, dans l'État de New York, actif entre 2008 et 2018. Le groupe se reforme en 2022 pour une tournée en juin.

## Histoire
The Midnight Ghost Train est formé à l'origine par Steve Moss à Buffalo, New York. Le nom du groupe vient en partie des paroles d'une chanson de Hank William dans I'm So Lonesome I Could Cry. Le premier album de TMGT était Johnny Boy EP en 2008, et en 2009 ils sortent leur premier album studio qui était éponyme. L'album est enregistré dans leur home studio après que le groupe ait déménagé au Kansas. Ils suivent avec leur album 2012 Buffalo, sorti sur Karate Body Records. Il est enregistré entièrement en analogique par Dave Barbe à Athens, en Géorgie. Affichant les influences delta blues du groupe, l'album comprend une reprise de Lead Belly de Cotton Fields faite a cappella. En 2013, TMGT se produit au Roadburn Festival à Tilbourg, aux Pays-Bas, et publie Live at Roadburn 2013 peu de temps après. Après avoir perdu leur ancien bassiste, ils connaissent plusieurs changements de formation avant de trouver un bassiste permanent, Mike Boyne.
En 2014, TMGT signe avec le label metal autrichien Napalm Records, qui publie l'album Cold Was the Ground de TMGT le 28 février 2015. L'album a un tempo beaucoup plus rapide que les précédents, avec plus d'emphase sur la construction des chansons. La sortie de l'album booste leur popularité, leur permettant d'apparaître dans des festivals majeurs tels que le Hellfest et le Graspop Metal Meeting. Napalm sort son quatrième album Cypress Ave. le 28 juillet 2017. Une fois de plus, le groupe progresse vers un son plus mûr avec un large éventail de genres. Incluant un morceau hip-hop avec Sonny Cheeba de Camp Lo TMGT a été le plus souvent décrit comme du hard rock, et apparenté à des groupes comme Kyuss, Black Sabbath, et Clutch. Le groupe a construit la majorité de sa base de fans grâce à des tournées régulières, et des performances live excitantes. En 2018, TMGT met fin à ses activités afin de se concentrer davantage sur sa vie de famille, après avoir joué leur dernier concert au Maryland Doom Fest.
En 2025 le groupe annonce une tournée européenne, avec un arrêt par le Hellfest,.

## Membres

### Derniers membres
- Steve Moss – chant, guitare
- Brandon Burghart – batterie
- Mike Boyne - basse

### Anciens membres
- Alfred Jordan III - basse (2012, 2017)
- Tyler Harper - basse (2018)
- David Kimmell - basse (2010–2012)

## Discographie
- 2008 : Johnny Boy (EP)
- 2009 : The Midnight Ghost Train (album)
- 2012 : Buffalo (album, Karate Body Records)
- 2013 : Live from Roadburn 2013 (album live, Roadburn Records)
- 2015 : Cold Was the Ground (album, Napalm Records)
- 2017 : Cypress Ave. (album, Napalm Records)